# Тебесджуак
Езерото Тебесджуак (на английски: Tebesjuak Lake) е 16-о по големина езеро в канадската територия Нунавут. Площта му, заедно с островите в него е 575 km², която му отрежда 77-о място сред езерата на Канада. Площта само на водното огледало без островите е 501 km². Надморската височина на водата е 146 m.
Езерото се намира в югозападната част на канадската територия Нунавут, на 70 km на изток-североизток от езерото Дубонт и на 136 km на запад-югозапад от езерото Бейкър. Дължината му от север на юг е 33 km, а максималната му ширина – 26 km.
Тебесджуак има силно разчленена брегова линия, с множество заливи, полуострови, протоци и острови. Площта на островите в него е 74 km², като в централната му част има два големи острова.
От юг в езерото се влива река Кунуак, идваща от езерото Тулемалу, която след като го пресече изтича от северизточния му ъгъл и се влива в следващото езеро Малери.
През краткия летен сезон езерото се посещава от любители на лова и риболова.